# Ooencyrtus camerounensis
Ooencyrtus camerounensis är en stekelart som först beskrevs av Jean Risbec 1956.  Ooencyrtus camerounensis ingår i släktet Ooencyrtus och familjen sköldlussteklar. Inga underarter finns listade i Catalogue of Life.